# Перу Ешкобар
Пе́ру Ешкобар (порт. Pêro Escobar; XV ст.) — португальський мореплавець XV століття, видатний штурман і навігатор, учасник багатьох важливих експедицій свого часу. Зокрема брав участь у відкритті морського шляху до Індії в експедиції Васко да Гама та у відкритті узбережжя Бразилії у експедиції Педру Алвіреша Кабрала.

## Біографія
У 1471 багатий португальська купець Фернан Гоміш, що отримав від короля Афонсу V монопольне право на торгівлю в Гвінейській затоці в обмін на зобов'язання здійснювати подальше дослідження західноафриканського узбережжя, відправив на південь уздовж західного узбережжя Африки експедицію, командували якою Жуан де Сантарен і Перу Ешкобар. Експедиція пройшла уздовж Золотого Берега (узбережжя сучасної Гани), вперше серед європейських мореплавців досягла екватора і принагідно відкрила острови Сан-Томе і Принсіпі. Пізніше брав участь в одному з плавань Діогу Кана.
У 1497—1499 рр., як один з найдосвідченіших мореплавців Португалії, взяв участь в експедиції Васко да Гама, що відкрила морський шлях до Індії в якості штурмана на каравели «Берріо» під командуванням Ніколау Коелью. «Берріо» першим з двох уцілілих суден експедиції повернулося в Лісабон зі звісткою про відкриття Індії.
Також Перу Ешкобар брав участь і в експедиції Педру Алваріша Кабрала, що відкрила Бразилію.

## Увічнення пам'яті
Фігура Перу Ешкобара присутня на Пам'ятнику першовідкривачам в Лісабоні в числі фігур інших видатних португальських діячів Доби великих географічних відкриттів.